# Delphinium umbrosum
Delphinium umbrosum är en ranunkelväxtart som beskrevs av Hand.-mazz.. Delphinium umbrosum ingår i släktet storriddarsporrar, och familjen ranunkelväxter.

## Underarter
Arten delas in i följande underarter:
- D. u. drepanocentrum
- D. u. hispidum